# Deneuvre
Deneuvre is een gemeente in het Franse departement Meurthe-et-Moselle (regio Grand Est) en telt 587 inwoners (2005). De plaats maakt deel uit van het arrondissement Lunéville.

## Geografie
De oppervlakte van Deneuvre bedraagt 9,8 km², de bevolkingsdichtheid is 59,9 inwoners per km².
De onderstaande kaart toont de ligging van Deneuvre met de belangrijkste infrastructuur en aangrenzende gemeenten.

## Demografie
Onderstaande figuur toont het verloop van het inwonertal (bron: INSEE-tellingen).